# Trixie (argot)
Pour les articles homonymes, voir Trixie.
Trixie est un terme argotique généralement péjoratif désignant une jeune femme blanche urbaine, généralement célibataire et dans la vingtaine ou le début de la trentaine. Le terme est né dans les années 1990 à Chicago, dans l'Illinois, avec un site web satirique populaire consacré à la Lincoln Park Trixie Society, un club social fictif basé dans le quartier chic de Lincoln Park à Chicago.

## Description
Les Trixies sont décrites comme « des jeunes femmes qui s'élèvent dans la société, qui veulent se marier et qui sont avides d'argent, et qui semblent affluer dans le quartier branché de Lincoln Park, où les gens se déplacent beaucoup ». Une autre description les appelle  « les femmes qui ont des sacs Kate Spade pour chaque jour de la semaine ; les ex-sorority girls qui convoitent toujours les jocks, grands sportifs anti-intellectuels ; les femmes qui font des études de droit pour trouver des maris».
Les homologues stéréotypés des Trixies, et les hommes qu'elles finissent généralement par épouser, sont appelés en argot les Chads.
Shane DuBow, de National Geographic, a écrit, à propos du site web de la Lincoln Park Trixie Society, que le stéréotype de la Trixie décrit une "femme blonde, d'une vingtaine d'années, avec une queue de cheval, qui travaille dans les relations publiques ou le marketing, conduit une Jetta noire, se fait faire des manucures et des lattes écrémés sans mousse", et a remarqué que le site web ressemblait à une simple parodie.
Le terme Trixie a été utilisé par certaines entreprises de Chicago : une salade a été nommée "Trixie Salad"  dans un restaurant de Chicago, et un salon de coiffure a été nommé "Trixie Girl Blow Dry Bar".